# Churwalden
Churwalden est une commune suisse du canton des Grisons, située dans la région de Plessur. Depuis le 1er janvier 2010, les communes de Parpan et Malix ont fusionné avec Churwalden.

## Géographie

Vue aérienne (1954).

La commune de Churwalden s'étend sur 48,54 km2. Lors du relevé de 2013-2018, les surfaces d'habitations et d'infrastructures représentaient 3,9 % de sa superficie, les surfaces agricoles 43,7 %, les surfaces boisées 40,5 % et les surfaces improductives 12,1 %.

## Démographie
La commune compte 2 147 habitants au 31 décembre 2023 pour une densité de population de 44 hab/km2. Sur la période 2010-2019, sa population a diminué de −10,7 % (canton : 3,3 % ; Suisse : 9,4 %).  